# Freefall
Freefall – szósty singel holenderskiego DJ-a i producenta muzycznego Armina van Buurena z szóstego albumu studyjnego Embrace. Wydany został 3 maja 2016 roku przez wytwórnię płytową Armada Music. Gościnnie w utworze wystąpił brytyjski piosenkarz BullySongs.

## Lista utworów i formaty singla
Opracowano na podstawie materiału źródłowego.
- Singel cyfrowy

1. "Freefall" (gościnnie: BullySongs) – 3:01
2. "Freefall" (gościnnie: BullySongs) (Extended Mix) – 4:02
3. "Freefall" (gościnnie: BullySongs) (Manse Remix) – 2:33
4. "Freefall" (gościnnie: BullySongs) (Manse Extended Mix) – 4:26

- Singel cyfrowy – remiks Heatbeat

1. "Freefall" (gościnnie: BullySongs) (Heatbeat Remix) – 3:37
2. "Freefall" (gościnnie: BullySongs) (Heatbeat Extended Remix) – 5:18

## Pozycje na listach
| Państwo           | Notowania (2016)              | Najwyższa pozycja |
| ----------------- | ----------------------------- | ----------------- |
| Belgia (Flandria) | Ultratop Dance Bubbling Under | 15                |